# Episodi di La pattuglia della strada (terza stagione)
La terza stagione della serie televisiva La pattuglia della strada è andata in onda negli Stati Uniti dal 1957 al 30 giugno 1958 in syndication.
| nº | Titolo originale      | Prima TV USA     | Titolo italiano | Prima TV Italia |
| -- | --------------------- | ---------------- | --------------- | --------------- |
| 1  | Hypo Bandit           | 1957             |                 |                 |
| 2  | Efficiency Secretary  | 14 ottobre 1957  |                 |                 |
| 3  | Temptation            | 21 ottobre 1957  |                 |                 |
| 4  | Safecracker           | 28 ottobre 1957  |                 |                 |
| 5  | Mistaken Identity     | 4 novembre 1957  |                 |                 |
| 6  | Hostage Family Copter | 11 novembre 1957 |                 |                 |
| 7  | The Sniper            | 18 novembre 1957 |                 |                 |
| 8  | Hot Dust              | 25 novembre 1957 |                 |                 |
| 9  | Witness Wife          | 2 dicembre 1957  |                 |                 |
| 10 | Dead Hunter           | 9 dicembre 1957  |                 |                 |
| 11 | Convicted Innocent    | 16 dicembre 1957 |                 |                 |
| 12 | Chain Store           | 23 dicembre 1957 |                 |                 |
| 13 | Double Death          | 30 dicembre 1957 |                 |                 |
| 14 | Hideout               | 6 gennaio 1958   |                 |                 |
| 15 | Mother's March        | 13 gennaio 1958  |                 |                 |
| 16 | Slain Cabby           | 20 gennaio 1958  |                 |                 |
| 17 | Insulin               | 27 gennaio 1958  |                 |                 |
| 18 | The Seventh Green     | 3 febbraio 1958  |                 |                 |
| 19 | Foster Child          | 10 febbraio 1958 |                 |                 |
| 20 | Lady Bandits          | 17 febbraio 1958 |                 |                 |
| 21 | Revenge               | 24 febbraio 1958 |                 |                 |
| 22 | Tear Gas Copter       | 3 marzo 1958     |                 |                 |
| 23 | Deaf Mute             | 10 marzo 1958    |                 |                 |
| 24 | Hit and Run           | 17 marzo 1958    |                 |                 |
| 25 | Fear                  | 24 marzo 1958    |                 |                 |
| 26 | Careless Cop          | 1957             |                 |                 |
| 27 | Policewoman           | 1958             |                 |                 |
| 28 | The Truckers          | April 1958       |                 |                 |
| 29 | Credit Card           | 21 aprile 1958   |                 |                 |
| 30 | Psycho Killer         | 28 aprile 1958   |                 |                 |
| 31 | Suicide               | May 1958         |                 |                 |
| 32 | Phony Cop             | 12 maggio 1958   |                 |                 |
| 33 | The Judge             | 19 maggio 1958   |                 |                 |
| 34 | Dan's Vacation        | 1958             |                 |                 |
| 35 | Explosives            | 2 giugno 1958    |                 |                 |
| 36 | Hostage Officer       | 9 giugno 1958    |                 |                 |
| 37 | Double Copter         | 1958             |                 |                 |
| 38 | Dan Sick              | 23 giugno 1958   |                 |                 |
| 39 | Reward                | 30 giugno 1958   |                 |                 |

## Hypo Bandit
- Prima televisiva: 1957

### Trama
- Guest star: Richard Vath (Joe Varnum), Robert Shield (dottor Howard), Elinor Dale (Anita Varnum), Terry Frost (sergente Moore), William A. Forester (ufficiale at Crime Scene), Joe Patridge (ufficiale at Roadblock), Vance Skarstedt (Radio Newscaster (voice)

## Efficiency Secretary
- Prima televisiva: 14 ottobre 1957

### Trama
- Guest star: Michael Fox (Dusty Dunn), Paula Houston (Doris Mauldin), Vance Skarstedt (ufficiale Larrabee), Thomas Wilde (Cyril Green), Elmore Vincent (Harry Bates), William Boyett (ufficiale Johnson), Ben Frommer (Farmer)

## Temptation
- Prima televisiva: 21 ottobre 1957

### Trama
- Guest star: Charles Maxwell (Rudolph Preston), Brett Halsey (Brian Meeker), John Parrish (Arthur Morgan), Dean Cromer (ufficiale), Linné Ahlstrand (Dispatcher)

## Safecracker
- Prima televisiva: 28 ottobre 1957

### Trama
- Guest star: Brett King (Stanley Wright), Julie Bennett (Mrs. Wright), William Boyett (ufficiale Johnson), Vance Skarstedt (ufficiale Larrabee), Hal Torey (Mr. Herbert), Edmund Cobb (Ed Snyder), Frank Warren (ufficiale Simpson)

## Mistaken Identity
- Prima televisiva: 4 novembre 1957

### Trama
- Guest star: George Eldredge (Harry Barlow), William Flaherty (The Criminal), Mary Newton (Martha Colter), Harry Strang (John Colter), Wayne Heffley (sergente), Vance Skarstedt (ufficiale Larrabee), Dorsey Keaton (vice sceriffo Warren (female), George Becwar (Al Dixon)

## Hostage Family Copter
- Prima televisiva: 11 novembre 1957

### Trama
- Guest star: Bing Russell (Toby Larkin), Wayne Heffley (ufficiale Dennis), Craig Duncan (Peter Monroe), Nikki Davidson (Barbara Monroe), Suzan Stone (Daughter), Bob Gilbreath (Helicopter Pilot), Terry Frost (Dispatcher (voice)

## The Sniper
- Prima televisiva: 18 novembre 1957

### Trama
- Guest star: Brad Trumbull (Fred Carter), Terry Frost (sergente Bruce Morse), James H. Russell (Jim Purcell), Vance Skarstedt (ufficiale Larrabee), Glenn Dixon (Herb Dunlap), Phyllis Cole (Miss Cooper), Charles Crafts (Emmitt Larkin)

## Hot Dust
- Prima televisiva: 25 novembre 1957

### Trama
- Guest star: Leonard Nimoy (Harry Wells), Alan Reynolds (Mr. Garson), Barbara Townsend (Landlady), Patty Ann Gerrity (Little girl), Terry Frost (sergente Moore), Richard Emory (Harvey Grant), Darlene Albert (Fay)

## Witness Wife
- Prima televisiva: 2 dicembre 1957

### Trama
- Guest star: Tom Holland (Lester Rutman), Robert Swan (Martin Jensen), Theodore Lehmann (Collins), Gail Gregg (Jane Jensen), Terry Frost (sergente Moore), Joe Patridge (ufficiale), Vance Skarstedt (Dispatcher (voice)

## Dead Hunter
- Prima televisiva: 9 dicembre 1957

### Trama
- Guest star: Joe Haworth (William Foster), Pierre Watkin (Thomas Corbin), Voltaire Perkins (Mr. Edwards), Ron Foster (ufficiale Garvey), Louise Smith (Phyllis Chadwick)

## Convicted Innocent
- Prima televisiva: 16 dicembre 1957

### Trama
- Guest star: Billy Nelson (Howard Silver), Mary Ellen Popel (Emily Silver), William Boyett (ufficiale Johnson), Hal Gerard (Jerry Reynolds), Vance Skarstedt (ufficiale Larrabee), Joe McGuinn (Spec Martin), Wayne Heffley (ufficiale Dennis), Wendy Wilde (Witness)

## Chain Store
- Prima televisiva: 23 dicembre 1957

### Trama
- Guest star: Michael Garth (Sam Cowley), Susan Dorn (Alberta Cowley), William Bakewell (Cliff Parker), William Boyett (ufficiale Johnson), Hal Hoover (Billy)

## Double Death
- Prima televisiva: 30 dicembre 1957

### Trama
- Guest star: Max Palmer (tenente Piersall), Pierce Lyden (Tom Thornton), Sam Flint (E. D. Cristman), Russ Whiteman (Carter), Ron Foster (sergente Garvey), Terry Frost (sergente Bruce Morse), George Meader (Harold Sylvester), Bill Weston (Dispatcher)

## Hideout
- Prima televisiva: 6 gennaio 1958

### Trama
- Guest star: Jean Engstrom (Flo Durfee), Harry Fleer (Ben Durfee), William Boyett (sergente Johnson), Herb Roberts (Gene Rogers), Walter Maslow (Al Morse), Lorraine Dell Wood (Dispatcher)

## Mother's March
- Prima televisiva: 13 gennaio 1958

### Trama
- Guest star: Lee Rhodes (Harve Case), Fran Andrade (Mabel Wayne), Paul Power (Fred Briscoe), Lillian Culver (Lucy Briscoe), Joe Patridge (ufficiale), Linné Ahlstrand (Dispatcher)

## Slain Cabby
- Prima televisiva: 20 gennaio 1958

### Trama
- Guest star: Allan Nixon (Ben Gates), Jack Littlefield (Oren Wilkerson), Ron Foster (ufficiale Garvey), Wayne Heffley (ufficiale Dennis), McKayla Morgan (Cab Dispatcher), Rudy Dolan (Jerry), Linné Ahlstrand (HP Dispatcher)

## Insulin
- Prima televisiva: 27 gennaio 1958

### Trama
- Guest star: Dehl Berti (Peter Barker), Kaye Elhardt (Joan Haggard), Paul Maxwell (Martin Haggard), Leo Needham (Jack Dunning), Wayne Heffley (ufficiale Dennis), Linné Ahlstrand (Dispatcher)

## The Seventh Green
- Prima televisiva: 3 febbraio 1958

### Trama
- Guest star: Robert Bice (Bruno Keeley), Anthony Jochim (giudice Francis), Jan Bradley (Mrs. Keeley), Jack Harris (Mr. Chelsea), Robert Keys (Leonard Gage), Raymond Guth (George Carroll), Lorraine Dell Wood (Dispatcher), Morgan Windbeil (ufficiale Hoffman)

## Foster Child
- Prima televisiva: 10 febbraio 1958

### Trama
- Guest star: William McGraw (Lyle Bates), Rickey Murray (Danny Sears), Dan White (Pete Burgess), Ronnie Scott (Chet Bates), Mary Patton (Mary Nelson), Ron Foster (ufficiale Garvey), Rena Coburn (Ruth Bates), Morgan Windbeil (ufficiale Hoffman)

## Lady Bandits
- Prima televisiva: 17 febbraio 1958

### Trama
- Guest star: Emmaline Henry (Sally Warren), Dayle Rodney (Peggy Banning), Vance Skarstedt (ufficiale Larrabee), Wayne Heffley (ufficiale Dennis), Ron Foster (ufficiale Garvey)

## Revenge
- Prima televisiva: 24 febbraio 1958

### Trama
- Guest star: Len Hendry (Gerald Gray), Gene Roth (Stacy Adams), Barbara Benson (Eunice Gable), Alan Reynolds (Joe Crane), Gary Roark (Jess Gable), William Boyett (ufficiale Johnson), Dennis Moore (Britton)

## Tear Gas Copter
- Prima televisiva: 3 marzo 1958

### Trama
- Guest star: Lawrence Green (Grier), Ann Spencer (Mrs. Dean), Paul Gary (Sanders), Frank Warren (ufficiale Simpson), Mary Hennessy (Alice), Bob Powers (Charlie), Bob Gilbreath (Helicopter Pilot), Lorraine Dell Wood (Dispatcher)

## Deaf Mute
- Prima televisiva: 10 marzo 1958

### Trama
- Guest star: John Sebastian (Fred), Jean R. Maxey (Edith), Barbara Collentine (Mrs. Haskell), Wayne Heffley (ufficiale Dennis), Lynette Winter (Susie Haskell), Dean Cromer (ufficiale Harper), Linné Ahlstrand (Dispatcher)

## Hit and Run
- Prima televisiva: 17 marzo 1958

### Trama
- Guest star: Richard Benedict (Mike Parker), Joel Riordan (Lou Parker), Karen Kadler (Lois Emory), John Douglas (Peter Emory), William Boyett (ufficiale Johnson), Wayne Heffley (ufficiale Dennis), George Douglas (Physician)

## Fear
- Prima televisiva: 24 marzo 1958

### Trama
- Guest star: Guy Prescott (Ed Merchant), Preston Hanson (Keith Tobin), Lynn Cartwright (Sally Tobin), Mimi Gibson (Debbie Tobin), Wayne Heffley (ufficiale Dennis), Dean Cromer (ufficiale)

## Careless Cop
- Prima televisiva: 1957

### Trama
- Guest star: Douglas Henderson (Buck Lester), Robert Dix (ufficiale Ben Willkie), Barbara Knudson (femmina Accomplice), Vance Skarstedt (ufficiale Larrabee), Irene James (cameriera), Yvonne White (Dispatcher)

## Policewoman
- Prima televisiva: 1958

### Trama
- Guest star: Pamela Duncan (Martha Cole), John Close (Vince Carter), Patrick Waltz (Charlie Blake), Ron Foster (ufficiale Dorsey), Wayne Heffley (ufficiale Dennis), Gail Bonney (Ella), Ken Drake (Ohio Cop-Killer)

## The Truckers
- Prima televisiva: aprile 1958

### Trama
- Guest star: Ed Nelson (Bill Gibson), Celia Whitney (Julie Gibson), William Boyett (ufficiale Johnson), Bill Catching (camionista Murray), Ron Foster (ufficiale), Tom Dillon, Ralph Barnard

## Credit Card
- Prima televisiva: 21 aprile 1958

### Trama
- Guest star: Keith Richards (Garner's Accomplice), Rayford Barnes (Garner), Christine Larson (Janice Carlisle), Jack Ingram (Cliff Reynolds), Ron Foster (ufficiale Garvey), Wayne Heffley (ufficiale Dennis), Jeff Baker (Jimmy Haden), Phyllis Cole (Susan Haden)

## Psycho Killer
- Prima televisiva: 28 aprile 1958

### Trama
- Guest star: Jack Edwards (Herman Warner), Susan Dorn (Louise Turner), Gerry Matthews (Faye Nelson), Vance Skarstedt (ufficiale Larrabee), Frank Warren (ufficiale Simpson), Charlie Crafts (Max Phillips), Myrna Ross (Dispatcher)

## Suicide
- Prima televisiva: May 1958

### Trama
- Guest star: Freeman Lusk (George Foley), Mark Dunhill (Pete Curran), Richard Bull (Joe Curran), Marjorie Stapp (Mary Curran), Ron Foster (ufficiale), Lorraine Dell Wood (Dispatcher)

## Phony Cop
- Prima televisiva: 12 maggio 1958

### Trama
- Guest star: Glen Gordon (Bert Loman), Florence Shaen (Mae Loman), Jane Hampton (Alice Crane), Vance Skarstedt (ufficiale Larrabee), Robert Lynn (Albert Murray), Frank Warren (ufficiale Simpson), Dorothea Nagel (Dispatcher)

## The Judge
- Prima televisiva: 19 maggio 1958

### Trama
- Guest star: Paul Cavanagh (giudice Crosson), Robert Courtleigh (Douglas 'Red' Baker), Regina Gleason (Carol Hayes), Wayne Heffley (ufficiale Dennis), Ron Foster (ufficiale Garvey), Desirvee Vieau (Dispatcher)

## Dan's Vacation
- Prima televisiva: 1958

### Trama
- Guest star: Larry Thor (guardacaccia), Chuck Webster (Farley), Paul Hahn (Hank), Teresa Smith (Edith Larkin), William Boyett (ufficiale Johnson)

## Explosives
- Prima televisiva: 2 giugno 1958

### Trama
- Guest star: Alan Wells (Larry Bolton), Jan Shepard (Peg Bolton), Jeff DeBenning (Mr. Clay), Ron Foster (ufficiale Garvey), Eleanore Tanin (Dispatcher), Jack Lester (Demolitions Expert), George Diestel (Joe), Frances O'Farrell (Policewoman Eleanor Scott)

## Hostage Officer
- Prima televisiva: 9 giugno 1958

### Trama
- Guest star: Larry Perron (Louis Bateman), David Cross ('Chick' McNabb), Ron Foster (ufficiale Garvey), Vance Skarstedt (ufficiale Larrabee), Eleanore Tanin (Dispatcher), Morgan Windbeil (ufficiale Wayne Hoffman)

## Double Copter
- Prima televisiva: 1958

### Trama
- Guest star: Bobby Jordan (Ed), Rand Brooks (Bill Rinker), Joseph Hamilton (dottor W. Karren), William Boyett (ufficiale Johnson), Ollie O'Toole (Joe's Accomplice), Bob Gilbreath (Joe), Fred Bowen, Troy Melton (guardia di Prison), Morgan Windbeil (ufficiale)

## Dan Sick
- Prima televisiva: 23 giugno 1958

### Trama
- Guest star: George Eldredge (dottor Holmes), Jimmy Baird (Tommy Norton), Marx Hartman (Charlie Norton), James Winslow (Mick (Diner Counterman), John Marshall (Carson (Lab Analyst), William Boyett (ufficiale Williams)

## Reward
- Prima televisiva: 30 giugno 1958

### Trama
- Guest star: James Anderson (John Alvin), Neil Grant (Vance Wells), Vicki Bakken (Edna Alvin), Wayne Heffley (ufficiale Dennis), Troy Melton (Ellis Colton), Harold Goodwin (George Bailey)